# Wanderlei Silva
Wanderlei Silva, född 3 juli 1976 i Curitiba, Brasilien, är en professionell MMA-fighter som bland annat varit mellanviktsmästare i Pride Fighting Championships under ett antal år. Han vann även Prides mellanviktsturnering år 2003.

## Bakgrund
Silvas smeknamn är "The Axe Murderer" ("Yxmördaren" på svenska) vilket han fått på grund av sin aggressiva, intensiva fightingstil av slag, sparkar och knän med brutal styrka och explosivitet. Han har vunnit en stor del av sina matcher, de flesta på knockout eller teknisk knockout. Silva föredrar stående fighter eftersom han har en thaiboxningsbakgrund, men han är också skicklig på marken, han har svart bälte i BJJ. 
Silva har sällan vunnit genom att använda någon lås- eller strypteknik och hävdar att han föredrar att vinna på knockout framför submission för att underhålla fansen.
Wanderlei var med i Chute Boxe, ett framstående MMA-team där bland andra Mauricio "Shogun" Rua och Murilo "Ninja" Rua ingår. Men senare flyttade han till USA med sin familj och tränade initialt med Extreme Couture.

## MMA

### UFC
2007 skrev Wanderlei på ett kontrakt att slåss för UFC. Hans första returmatch tillbaka i UFC skedde den 30 december 2007 mot förra världsmästaren i lätt tungvikt, Chuck Liddell. Matchen var mycket efterlängtad av MMA-fans tack vare båda fighters aggressiva och publikvänliga fighting-stil. Wanderlei förlorade dock denna match på poäng. 24 maj gick Silva en ny match, denna gång mot Keith Jardine i UFC 84. Matchen vanns av Silva som knockade Jardine, 36 sekunder in i första ronden.  
Den 20 september 2014 meddelade Wanderlei Silva att han lägger handskarna på hyllan, och det var inte med en positiv syn på organisationen som Wanderlei lämnade UFC. Sist han stod inne i oktagonen slog han ut Brian Stann, då de möttes i Japan vid "UFC on Fuel TV 8" i mars 2013.  
Den 23 september bestämde NSAC att Silva får böta 70 000 dollar samt att han får livstids avstängning från att tävla i Nevada, på grund av duckande av dopningstester tidigare under 2014.
Efter att domen överklagats av Silvas representanter meddelades det 18 maj 2015 att avstängningen lyfts.

### Rizin FF
Efter att hans avstängning hävts tävlade Silva i en grapplingmatch tillsammans med Kiyoshi Tamura mot Kazushi Sakuraba och Hideo Tokoro i den då nystartade Rizin FF.
ESPN meddelade 16 juli 2016 att Silva skulle möta Cro Cop som huvudmatch, main event, 29 december på Rizin Open Weight kvartsfinal. Silva drog sig dock ur matchen 20 december på grund av skada.

### Bellator MMA
Mars 2016 meddelade Bellator att Silva skrivit på ett flermatchkontrakt med dem. Den tidigare livstidsavstängningen hade sänkts till en  tre års avstängning, giltig retroaktivt från och med 24 maj 2014. Silva kunde alltså gå matcher igen från och med 25 maj 2017. Efter fyra år ute ur buren gjorde Silva sin comeback och Bellator debut mot som huvudmatch, main event, vid Bellator NYC 24 juni 2017 mot Chael Sonnen. Silva förlorade via enhälligt domslut.
29 september 2018 mötte han Rampage Jackson vid Bellator 206 och förlorade via TKO i andra ronden.

## Mästerskap och utmärkelser
2018 fick Silva ett "Lifetime achievement award" vid World MMA Awards-galan.